# StepStone
StepStone is een online jobplatform gespecialiseerd in professionals en leidinggevenden. Het bedrijf heeft wereldwijd zo'n 2500 werknemers verdeeld over 23 landen. Het bedrijf is sinds 2009 een dochteronderneming van het Duitse mediabedrijf Axel Springer SE en heeft haar hoofdkantoor in Düsseldorf.

## Geschiedenis
In 1994 richtte student Erik Bakkejord een bedrijf op onder de naam ICES, later omgedoopt in Jobshop en daarna in Stepstone. Deze banenwebsite richtte zich in eerste instantie met name op Noorwegen, Zweden en Duitsland. In 2000 kreeg het bedrijf een beursnotering op de Noorse aandelenbeurs. In 2000 betrad het bedrijf ook de Belgische markt door de website Jobscape te kopen.
Na herstructureringen, met honderden gedwongen ontslagen, nam in 2009 het Duitse mediabedrijf Axel Springer StepStone over. In 2010 startte in België de samenwerking met Jobat, waarmee StepStone de grootste rekruteringssite van België werd.
In 2012 en in 2013 volgden overnames van een aantal banensites waaronder het Britse Totaljobs Group Ltd.